# Gieorgij Pieredielski
Gieorgij Jefimowicz Pieredielski, ros. Георгий Ефимович Передельский (ur. 25 marca?/7 kwietnia 1913 we wsi Orłowka, gubernia tomska, zm. 21 listopada 1987 w Moskwie) – radziecki marszałek artylerii.

## Życiorys
Członek KPZR od 1939. Służył w Armii Czerwonej od 1934 roku. 
W 1937 ukończył Omską Zjednoczoną Szkołę Wojskową im. Frunzego w Omsku, w 1948 Wyższą Wojskową Szkołę Sztabową Artylerii, w 1957 wyższe kursy w Wojskowej Akademii Sztabu Generalnego i w 1965 w Akademii Wojskowej im. Frunzego. 
Od listopada 1937 do marca 1939 pełnił funkcje od dowódcy plutonu do pomocnika szefa sztabu artylerii pułku. Brał udział w wojnie radziecko-fińskiej. Po napaści Niemiec na ZSRR służył na Froncie Karelskim, dochodząc do stanowiska dowódcy artylerii pułku. 
Po wojnie był szefem wydziału sztabu artylerii w Białomorskim i Północnym Okręgu Wojskowym. W 1953 roku został mianowany szefem sztabu artylerii, a w 1959 dowódcą artylerii Północnego Okręgu Wojskowego. Od 1962 był szefem wojsk rakietowych i artylerii Zakaukaskiego Okręgu Wojskowego. Od 1965 był zastępcą dowódcy, a od 1969 dowódcą wojsk rakietowych i artylerii Wojsk Lądowych. 
7 listopada 1973 został awansowany do stopnia marszałka artylerii.
Pochowany na Cmentarzu Kuncewskim w Moskwie.

## Ordery i odznaczenia
- Order Rewolucji Październikowej;
- Order Czerwonego Sztandaru – trzykrotnie;
- Order Suworowa 3 klasy;
- Order Czerwonej Gwiazdy;
- Order „Za służbę Ojczyźnie w Siłach Zbrojnych ZSRR” III stopnia;
- medale;
- ordery i odznaczenia zagraniczne.